# Casimir Moisson
Casimir Moisson (né le 24 avril 1833 à Moustiers-Sainte-Marie, où il est mort en avril 1909) était un grand chef cuisinier et gastronome à Paris au XIXe siècle.

## Biographie
Né en 1833, Casimir Moisson travailla à Paris au restaurant des Trois Frères Provençaux, célèbre par sa cuisine dirigée alors par Adolphe Dugléré, un des chefs les plus réputés du milieu du XIXe siècle.
À 26 ans, en 1859, il entrait comme chef à la Maison Dorée, sur les grands boulevards, où il eut pour adjoint un autre grand chef, Henri-Paul Pellaprat. Puis il repartit pour le Restaurant Champeaux.
Casimir Moisson n’a jamais écrit de livre de cuisine mais était réputé pour sa créativité[citation nécessaire].
Il a créé des plats célèbres comme la poularde à l'ambassadrice, la timbale Nantua, le caneton à l'orange, le poulet braisé financière ou encore le tournedos Rossini, conçu spécialement pour le compositeur Rossini qui était un habitué de sa cuisine.
Il était aussi renommé pour ses pâtés de gibier et de foie gras, ou ses pâtés de bécasse fourrés de foie gras et de truffes fraiches.